# 羽織夕夏
羽織 夕夏（はおり ゆうか、7月28日 - ）は、元宝塚歌劇団雪組の娘役。
千葉県船橋市、和洋国府台女子高等学校出身。身長163cm。愛称は「なーこ」、「なっちゃん」。

## 来歴
2012年、宝塚音楽学校入学。
2014年、宝塚歌劇団に100期生として入団。入団時の成績は6番。月組公演「宝塚をどり／明日への指針／TAKARAZUKA 花詩集100!!」で初舞台。
2015年、組まわりを経て雪組に配属。
2022年12月25日、「蒼穹の昴」東京公演千秋楽をもって、宝塚歌劇団を退団。

## 宝塚歌劇団時代の主な舞台

### 初舞台
- 2014年3 - 6月、月組『宝塚をどり』『明日への指針 -センチュリー号の航海日誌-』『TAKARAZUKA 花詩集100!!』

### 組まわり
- 2014年7 - 10月、星組『The Lost Glory -美しき幻影-』『パッショネイト宝塚!』

### 雪組時代
- 2015年5月、『星影の人』 - 豆鶴『ファンシー・ガイ!』（博多座）
- 2015年7 - 10月、『星逢一夜（ほしあいひとよ）』 - 新人公演：凛（本役：星南のぞみ）／汐太（幼年）（本役：月華雪乃）『La Esmeralda（ラ エスメラルダ）』
- 2015年11 - 12月、『哀しみのコルドバ』 - ポンシア／フリア／ブランカ『La Esmeralda（ラ エスメラルダ）』（全国ツアー）
- 2016年2 - 3月、『るろうに剣心』（宝塚大劇場） - 新人公演・代役：関原妙（本役：有沙瞳）[注釈 1]
- 2016年4 - 5月、『るろうに剣心』（東京宝塚劇場） - 新人公演：関原妙（本役：有沙瞳）
- 2016年6 - 8月、『ローマの休日』（中日劇場・赤坂ACTシアター・梅田芸術劇場） - 子供
- 2016年10 - 12月、『私立探偵ケイレブ・ハント』 - 新人公演：ポーリーン（本役：有沙瞳）『Greatest HITS!』
- 2017年2月、『星逢一夜（ほしあいひとよ）』 - 雷太／寧姫『Greatest HITS!』 - カゲソロ（中日劇場）
- 2017年4 - 7月、『幕末太陽傳（ばくまつたいようでん）』 - 新人公演：やり手おくま（本役：舞咲りん）『Dramatic “S”!』
- 2017年8 - 9月、『琥珀色の雨にぬれて』 - マオ／ダンサー『“D”ramatic S!』（全国ツアー） 初エトワール
- 2017年11 - 2018年2月、『ひかりふる路（みち）〜革命家、マクシミリアン・ロベスピエール〜』 - 新人公演：マリー=アンヌの母（本役：舞咲りん）／クレール（本役：早花まこ）『SUPER VOYAGER!』
- 2018年3 - 4月、『義経妖狐夢幻桜（よしつねようこむげんざくら）』（バウホール） - キツネーズ
- 2018年6 - 9月、『凱旋門』 - 市民女、新人公演：ビンダー夫人（本役：早花まこ）／ダンサー女（本役：星南のぞみ）／娼婦『Gato Bonito!!』
- 2018年11 - 2019年2月、『ファントム』 - オペラ座のダンサー／薬草売り、新人公演：カルロッタ（本役：舞咲りん）
- 2019年3 - 4月、『20世紀号に乗って』（東急シアターオーブ）
- 2019年5 - 9月、『壬生義士伝』 - 新人公演：ひさ（本役：梨花ますみ）『Music Revolution!』 エトワール
- 2019年10月、『ハリウッド・ゴシップ』（KAAT神奈川芸術劇場・ドラマシティ） - 記者／ダイナーの客
- 2020年1 - 2月、『ONCE UPON A TIME IN AMERICA（ワンス アポン ア タイム イン アメリカ）』（宝塚大劇場） - ドリス、新人公演：ジュリー（本役：杏野このみ）
- 2020年2 - 3月、『ONCE UPON A TIME IN AMERICA（ワンス アポン ア タイム イン アメリカ）』（東京宝塚劇場） - ドリス
- 2020年9 - 10月、『NOW! ZOOM ME!!』
- 2021年1 - 4月、『fff-フォルティッシッシモ-』 - ケルビム（天使）／ウィーン貴族『シルクロード〜盗賊と宝石〜』
- 2021年5 - 6月、『ほんものの魔法使』（バウホール・KAAT神奈川芸術劇場） - ファーティマ
- 2021年8 - 11月、『CITY HUNTER』 - 麻生かすみ、新人公演：宇都宮乙（小林知花是）（本役：千風カレン）『Fire Fever!』
- 2022年1月、『Sweet Little Rock 'n' Roll』（バウホール） - ローラ
- 2022年3 - 6月、『夢介千両みやげ』 - 歌う芸者『Sensational!』
- 2022年7 - 8月、『心中・恋の大和路』（ドラマシティ・日本青年館） - おたつ／村娘
- 2022年10 - 12月、『蒼穹の昴』 - 容齢 退団公演